# Book Tower
La Book Tower es un rascacielos ubicado en el Downtown de Detroit, Míchigan (Estados Unidos). Tiene 38 pisos y mide 144 metros de altura. Posee a su vez dos plantas mecánicas debajo de su techo de cobre verde, lo que lo asemeja al cercano Westin Book Cadillac Hotel. Fue diseñado por Louis Kamper en estilos neorrenacentista y neoclásico. Se encuentra en el número 1265 del Bulevard Washington, en el Distrito Histórico del mismo nombre. Su costado norte da a la Grand River Avenue y se encuentra adyacente adyacente a la estación Times Square del Detroit People Mover. 

## Historia
Su nombre se debe a los famosos hermanos Book. Una Book Tower más alta de 81 pisos se construiría en el extremo opuesto del Book Building, pero el la Gran Depresión canceló esos planes.
El arquitecto Louis Kamper lo planteó como una ampliación del Book Building, que él mismo había diseñado. La construcción comenzó en 1916 y terminó en 1926. En 1928, Kamper construyó a su vez el Industrial Building, situado a pocos metros de la Book Tower. Durante dos años (hasta la finalización del Penobscot Building en 1928) la Book Tower fue el edificio más alto de la ciudad.
Desde su apertura hasta mediados de la década de 1970, la Book Tower siguió siendo una dirección prestigiosa en el Bulevard Washington. Al igual que muchas estructuras en la ciudad, su fortuna disminuyó hasta 1988, cuando los propietarios no pagaron la hipoteca. En 1989, Travelers Insurance, el principal titular de la hipoteca, tomó posesión y vendió el edificio al desarrollador John Lambrecht, quien previamente había comprado y renovado la Cadillac Tower, unas pocas cuadras al este. Lambrecht tenía planes similares para el Book Buildin y la Book Tower; sin embargo, su muerte prematura más tarde ese año detuvo los planes.

### sigloXX
La viuda de Lambrecht intentó administrar la propiedad e hizo algunas mejoras, pero no pudo mantener el impulso. El 25 de julio de 2006, vendió la Book Tower a la Organización Pagan, un grupo de inversión con sede en Nueva York. Los planes de Pagan eran una renovación y conversión tanto de la Book Tower como del Book Building en una mezcla de unidades comerciales, residenciales y de oficina. 
La Organización Pagana creó la Northeast Commercial Services Corp para administrarlo. Northeast Commercial Services Corp. solicitó la protección de la Ley de Quiebras el miércoles 24 de mayo de 2007, luego del incumplimiento de su préstamo hipotecario. El último inquilino, Bookie's Tavern, cerró sus puertas el 5 de enero de 2009 y se mudó a una nueva ubicación en el centro, dejando todo el edificio vacante.
En noviembre de 2009, Key Investment Group del municipio de Clinton anunció intenciones de comprar y renovarlo como un desarrollo de uso mixto con unidades residenciales de gran altura, oficinas y locales comerciales. Semanas antes, los inversores revelaron que estaban buscando comprar el edificio de AKNO Enterprises de Vancouver para una renovación ecológica. En enero de 2010, Rosemarie Dobek de Key Investment Group dijo que el grupo estaba siguiendo planes para una renovación de 320 millones de dólares para incluir la Book Tower y otros cuatro edificios de Detroit.
En agosto de 2013, el propietario de Book Tower ANKO Enterprises de Vancouver, Columbia Británica, presentó una reducción de impuestos para una futura renovación; sin embargo, no se revelaron planes específicos.
El 28 de agosto de 2015, Bedrock Real Estate, propiedad de Dan Gilbert, anunció que compraría el complejo ± Book, incluida la Book Tower. Se informó que el precio de compra era de aproximadamente 30 millones de dólares. Desde 2019 entonces, se ha trabajado para renovar y restaurar el edificio en locales comerciales, comerciales y residenciales de uso mixto.
Luego de la adquisición de Bedrock, la compañía invirtió siete años y casi 400 millones de dólares en la histórica renovación y restauración, transformándolo en un edificio de  departamentos y hotel, un lugar para eventos y un espacio de uso mixto; que incluye oficinas, tiendas, bares y restaurantes. Su extensa renovación se completó en 2022. Es uno de los proyectos de reutilización adaptativa más grandes de Michigan.
La Book Tower rehabilitada actualmente cuenta con una rotonda de vidrio artístico de tres pisos dentro de la gran entrada del edificio, adornada con más de 6,000 paneles de vidrio y 7,000 adornos de joyas, junto con intrincados techos de yeso pintados a mano, puertas y florituras en todo el edificio. Su exterior totalmente restaurado cuenta con 2,483 ventanas renovadas para una eficiencia energética óptima, así como 29 cariátides en la fachada revitalizada del edificio.
En la actualidad, la Book Tower modernizada consta de 229 apartamentos residenciales renovados repartidos en 28 pisos y 46 planos de planta diferentes, 117 departamentos y suites de hotel de diseño único y 52,000 pies cuadrados de tiendas, oficinas, bares y restaurantes, incluido un espacio para eventos de primer nivel, con un tragaluz y salón de baile.
En mayo de 2023, Book Tower fue nombrada uno de los "11 edificios reutilizados más hermosos del mundo" por Architectural Digest.
La remodelación abrió sus puertas el 1 de junio de 2023, con 117 apartamentos tipo estudio, de uno y dos dormitorios amueblados.

## Arquitectura
La torre está diseñada en estilo neorrenacentista italiano y está construida de piedra caliza con techo de cobre. En su exterior abundan las columnas, las volutas, los floretes, las crestas corintias y otros elementos neoclásicos. En su zona central hay un marcapiano, que sostienen 12 cariátides femeninas desnudas. Muchos de estos elementos son difíciles de apreciar desde el suelo. Como el diseño original no contaba con escaleras de emergencia, hubo que añadir una escalera de hierro a lo largo de un costado del edificio.

## Galería

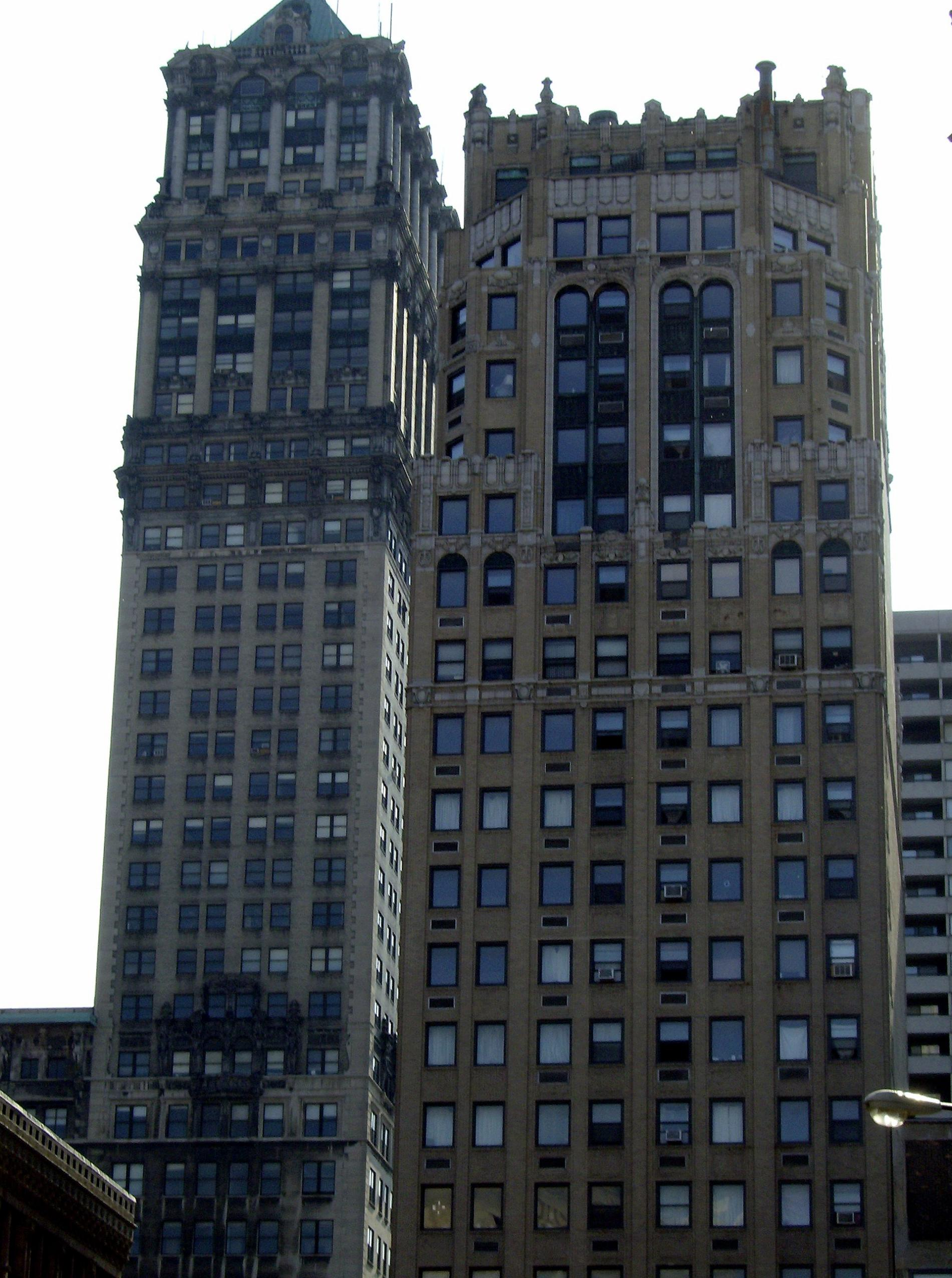
La Book Tower (izquierda) y el Industrial Building, ambos de Louis Kamper.
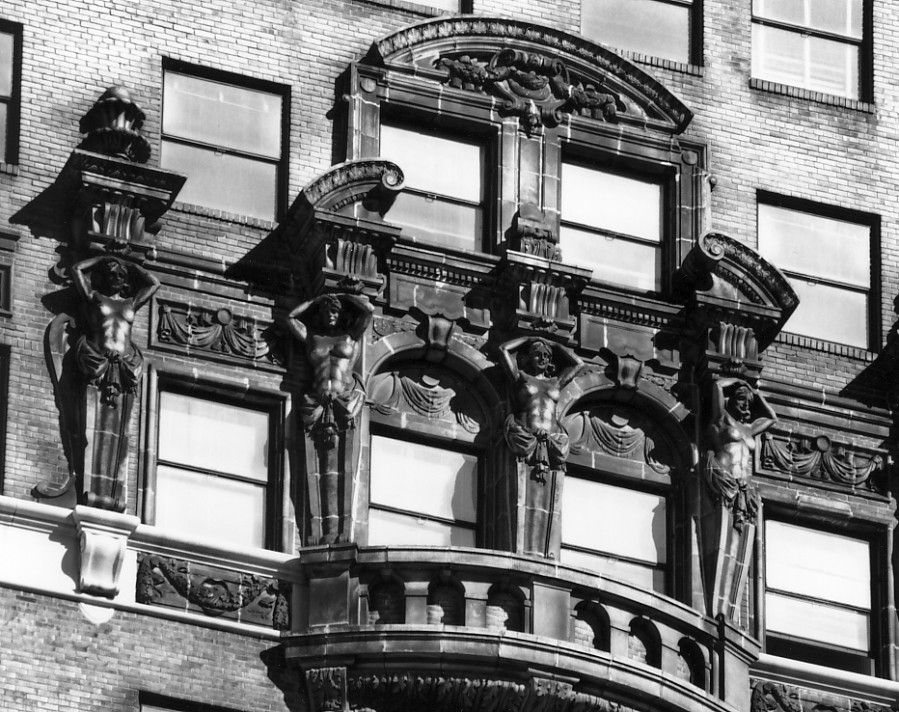
Cariátides por escultor desconocido.
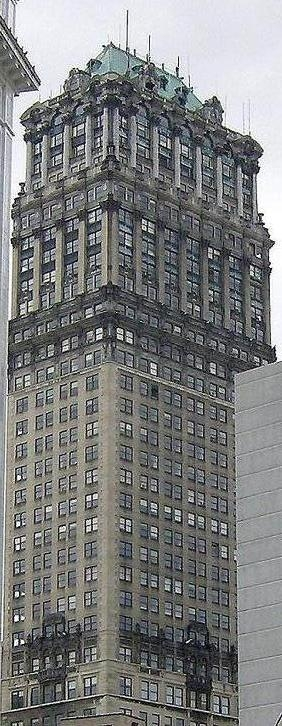
La Book Tower desde la Avenida Woodward.
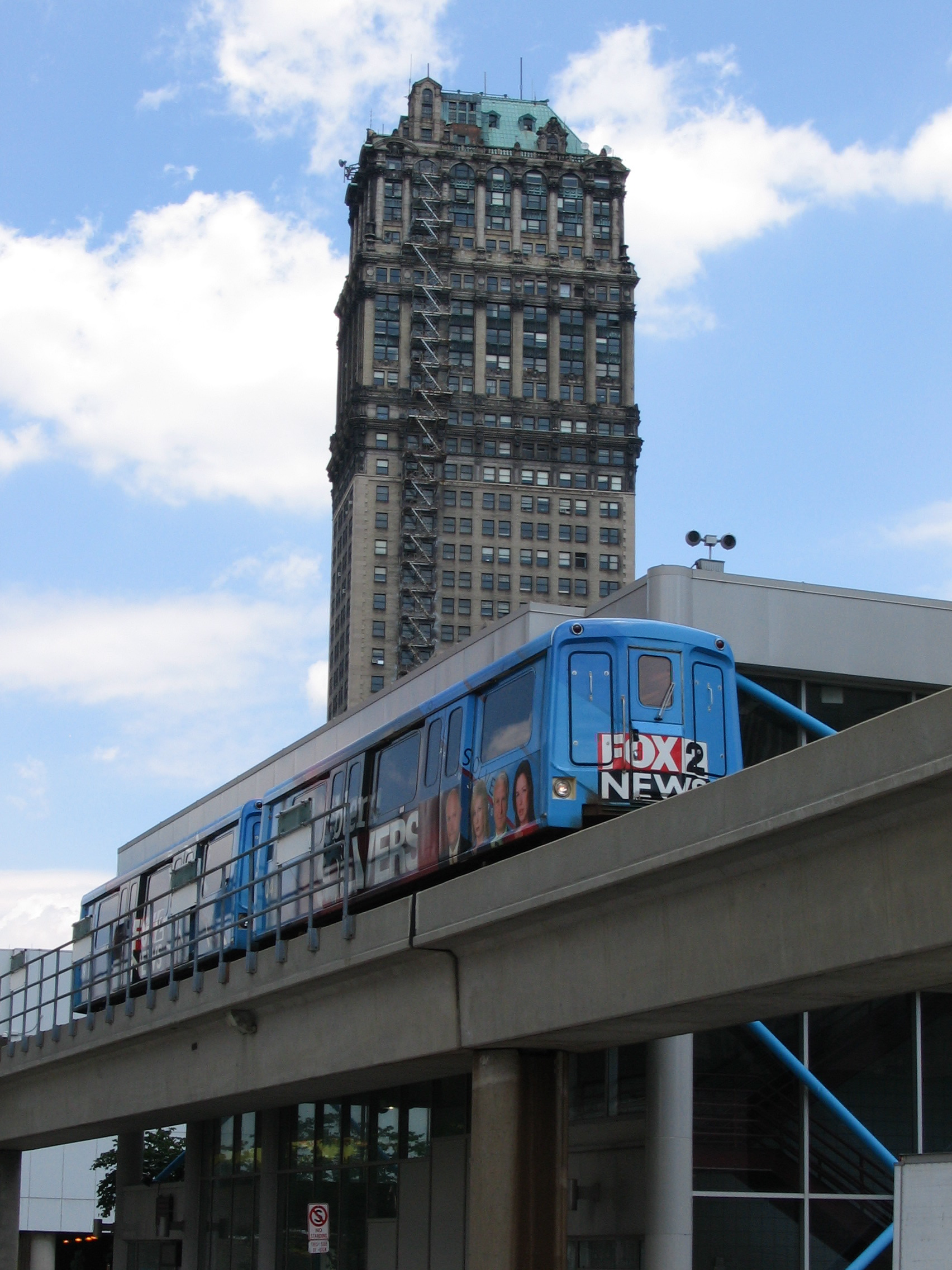
El Detroit People Mover acercándose a la Book Tower.
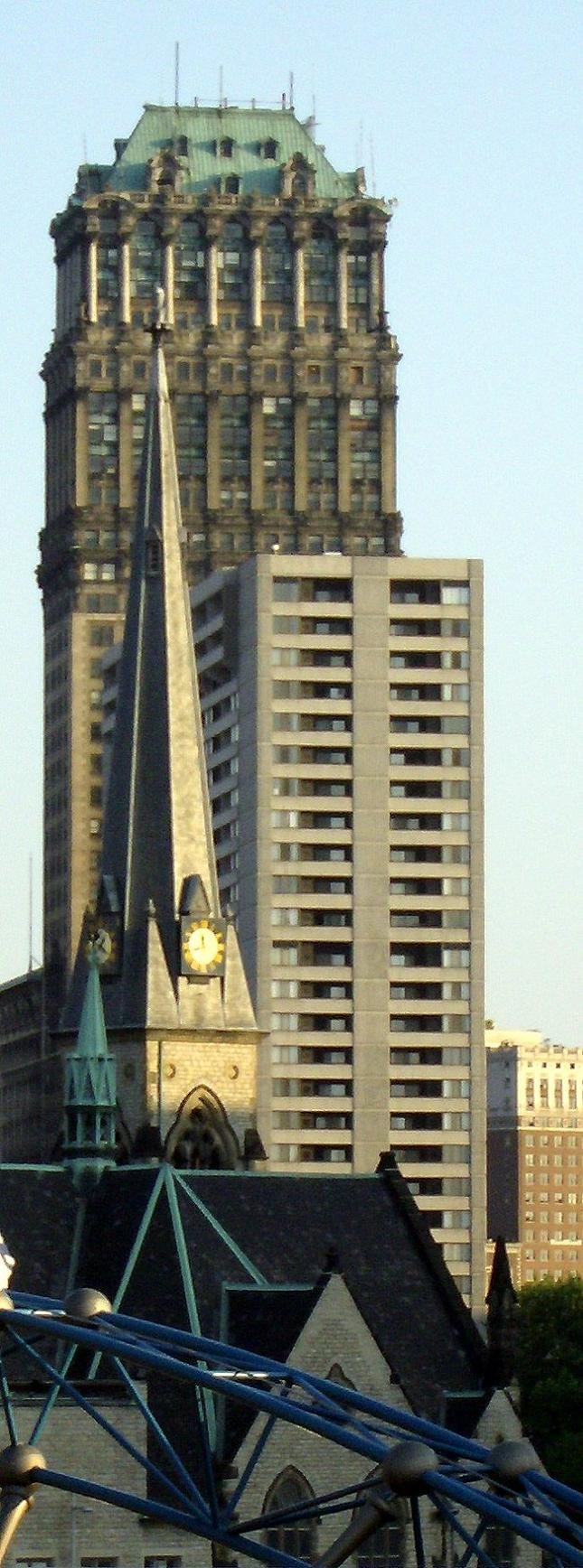
La aguja de la Iglesia Metodista Unida Central, el Detroit City Apartments y la Book Tower.
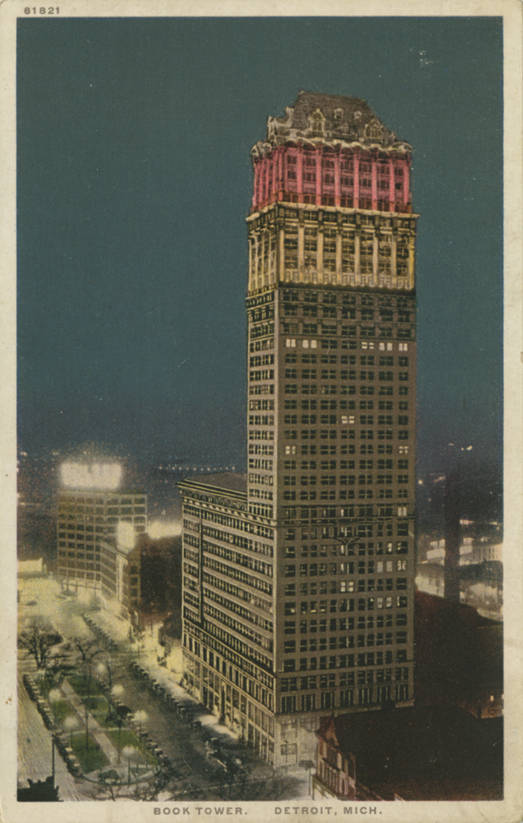
La Book Tower en un tarjeta postal de los años 1910.